# Paul Quinn
Pour les articles homonymes, voir Quinn.
Paul Charles Quinn est un footballeur écossais né à Wishaw le 21 juillet 1985. Ce footballeur professionnel évolue au poste d'arrière latéral droit à Ross County.

## Biographie

### Motherwell
Après avoir joué dans les équipes jeunes de Motherwell, Paul Quinn signe un contrat professionnel le 12 mai 2002 et fait ses débuts dans l'équipe première le 1er décembre 2002 à l'occasion d'un match contre le Celtic. Ce jour-là, il entre à la 67e minute mais ne peut empêcher la défaite des siens (1-3).

### Cardiff City
Il signe à Cardiff City le 4 juillet 2009 un contrat de 3 ans avec une indemnité de transfert d'environ 300 000 £. À cette occasion, le joueur parle de « transfert idéal ». Mais, après une première saison où il est utilisé, Quinn est relégué sur le banc dans la première partie de la saison 2010-2011. C'est début janvier seulement que Dave Jones fait à nouveau appel à lui et Quinn devient vite irremplaçable, acquérant une place de titulaire dans le 11 de départ.
Mais la saison 2011-2012 débute avec un nouvel entraîneur en la personne de Malcolm Mackay qui cantonne Quinn au rôle de remplaçant et ne le titularise qu'en match de coupe lorsqu'il laisse au repos ses joueurs titulaires.

### Doncaster Rovers
Le 9 août 2012, Quinn signe un contrat d'un an en faveur des Doncaster Rovers.

### Retour à l'Écosse
Le 17 août 2014, il rejoint Ross County.
L'1er juillet 2015, il rejoint Aberdeen.
Le 26 janvier 2016, il rejoint Ross County.

### Statistiques
| Saison    | Club             | Pays           | Championnat        | Coupes nationales | Coupes continentales |
| --------- | ---------------- | -------------- | ------------------ | ----------------- | -------------------- |
| 2002-2003 | Motherwell       | Premier League | 4 matchs           | -                 | -                    |
| 2003-2004 | Motherwell       | Premier League | 26 matchs          | 3 matchs          | -                    |
| 2004-2005 | Motherwell       | Premier League | 23 matchs          | 3 matchs          | -                    |
| 2005-2006 | Motherwell       | Premier League | 18 matchs          | 3 matchs          | -                    |
| 2006-2007 | Motherwell       | Premier League | 26 matchs          | 3 matchs          | -                    |
| 2007-2008 | Motherwell       | Premier League | 31 matchs / 3 buts | 4 matchs          | -                    |
| 2008-2009 | Motherwell       | Premier League | 33 matchs / 1 but  | 4 matchs          | -                    |
| 2009-2010 | Cardiff City     | Championship   | 23 matchs          | 4 matchs          | -                    |
| 2010-2011 | Cardiff City     | Championship   | 24 matchs / 1 but  | 3 matchs          | -                    |
| 2011-2012 | Cardiff City     | Championship   | 1 match            | 4 matchs          | -                    |
| 2012-2013 | Doncaster Rovers | League One     | 16 matchs          | 3 matchs          | -                    |

Dernière mise à jour le 12 novembre 2012

## Palmarès
- Vice-champion du Championnat d'Écosse en 2016 avec Aberdeen